# Danachowo
Danachowo (kaszub. Donachòwò) – osada w Polsce, w województwie pomorskim, w powiecie kartuskim, w gminie Stężyca
Miejscowość leży na obszarze Pojezierza Kaszubskiego. Wchodzi w skład sołectwa Klukowa Huta.
Do 2023 miejscowość była częścią wsi Klukowa Huta.
W latach 1975–1998 Danachowo administracyjnie należało do województwa gdańskiego.
Danachowo 31 grudnia 2011 r. miało 62 stałych mieszkańców.